# 3046 Молијер
3046 Молијер (3046 Moliere) је астероид главног астероидног појаса. Приближан пречник астероида је 20,36 ,
а средња удаљеност астероида од Сунца износи 3,145 астрономских јединица (АЈ).
Инклинација (нагиб) орбите у односу на раван еклиптике је 18,353 степени, а орбитални период износи 2037,814 дана (5,579 година). Ексцентрицитет орбите астероида износи 0,147.
Апсолутна магнитуда астероида износи 12,20 а геометријски албедо 0,056.
Астероид је откривен 24. септембра 1960. године.